# Fadimatou Kome
Fadimatou Aretouyap Kome, née le 22 juillet 2002 à Foumbot, est une footballeuse camerounaise évoluant au poste de milieu de terrain. Elle fait partie de l'équipe du Cameroun féminine de football et participe à la Coupe d'Afrique des nations féminine 2022 ainsi qu'aux éliminatoires du tournoi féminin de football aux jeux olympiques en 2023.

## Biographie

### Carrière en club
Fadimatou Kome commence sa carrière au sein du club Soyaux en France. Elle rejoint Soyaux en D1 féminine, où elle a fait ses débuts lors de la saison 2021-2022. Au cours de sa première saison, elle joue 3 matchs. La saison suivante, elle obtient plus de temps de jeu et fait 19 apparitions dont  9 titularisations. Pendant cette saison, elle marque 2 buts et délivre 1 passe décisive. En septembre 2023, elle signe un contrat avec Montauban en D2. Le 25 octobre 2024, elle annonce via sa page Facebook qu'elle a signé au Beşiktaş, club de première division du championnat féminin de Turquie. 
Fadimatou Kome est reconnue pour sa technique et sa vision du jeu, ce qui lui permet de contrôler le milieu de terrain et de créer des occasions pour son équipe.